# Honey Osrin
Honey Osrin (* 24. Februar 2003 in Kapstadt) ist eine britische Schwimmerin.

## Sportliche Karriere
Honey Osrin zog mit ihrer Familie 2016 von Südafrika nach Plymouth in Großbritannien. Sie besuchte zunächst das College in Plymouth und studierte danach Kriminologie an der Loughborough University.
Bei den Junioreneuropameisterschaften 2019 wurde Osrin Zweite über 200 Meter Rücken und schlug dabei zwei Hundertstelsekunden nach der Italienerin Erika Francesca Gaetani an. Osrin wurde außerdem Fünfte über 100 Meter Rücken und Vierte mit der britischen Mixed-Lagenstaffel. Für ihren Vorlaufeinsatz in der 4-mal-200-Meter-Freistilstaffel erhielt Osrin eine zweite Silbermedaille.
In den Jahren danach nahm Osrin zwar an diversen internationalen und nationalen Wettbewerben teil, konnte sich aber nie für die Teilnahme an einer internationalen Meisterschaft qualifizieren. 2024 siegte sie bei den britischen Meisterschaften über 200 Meter Rücken und wurde ins Olympiateam berufen. Bei den Olympischen Spielen 2024 in Paris erreichte Osrin das Finale über 200 Meter Rücken und wurde Siebte als zweitbeste Europäerin, nur ihre Mannschaftskameradin Katie Shanahan als Fünfte schlug vor ihr an.